# Societat Catalana de Genealogia, Heràldica, Sigil·lografia, Vexil·lologia i Nobiliària
La Societat Catalana de Genealogia, Heràldica, Sigil·lografia, Vexil·lologia i Nobiliària és una associació fundada el 30 de juny de 1983 per promoure l'estudi, l'ensenyament, la recerca i la difusió de la genealogia, l'heràldica i altres disciplines afins com la sigil·lografia, la vexil·lologia i la nobiliària. El seu fundador i primer president (fins al 2007) fou Armand de Fluvià i Escorsa. L'actual president és Juanjo Cortés García des del 2007. Des de l'any 1990 es publica de forma anual la revista Paratge, a l'entorn de les diferents disciplines de la societat; als anys vuitanta, però, ja s'havia fet un llibret, que era una publicació amb articles i altres notícies.